# Вокома (Айова)
Вокома (англ. Waucoma) — місто (англ. city) в США, в окрузі Фаєтт штату Айова. Населення — 229 осіб (2020).

## Географія
Вокома розташована за координатами 43°3′22″ пн. ш. 92°2′4″ зх. д. / 43.05611° пн. ш. 92.03444° зх. д. (43.055999, -92.034489).  За даними Бюро перепису населення США в 2010 році місто мало площу 1,12 км², уся площа — суходіл. В 2017 році площа становила 1,22 км², уся площа — суходіл.

## Демографія
Згідно з переписом 2010 року, у місті мешкало 257 осіб у 122 домогосподарствах у складі 75 родин. Густота населення становила 229 осіб/км².  Було 134 помешкання (120/км²).
Расовий склад населення:
| - 98,1 % — білих - 0,4 % — азіатів |

До двох чи більше рас належало 1,6 %. Частка іспаномовних становила 0,4 % від усіх жителів.
За віковим діапазоном населення розподілялося таким чином: 19,8 % — особи молодші 18 років, 57,6 % — особи у віці 18—64 років, 22,6 % — особи у віці 65 років та старші. Медіана віку мешканця становила 47,8 року. На 100 осіб жіночої статі у місті припадало 99,2 чоловіків;  на 100 жінок у віці від 18 років та старших — 102,0 чоловіків також старших 18 років.
Середній дохід на одне домашнє господарство  становив 54 122 долари США (медіана — 37 639), а середній дохід на одну сім'ю — 66 939 доларів (медіана — 48 214). За межею бідності перебувало 13,7 % осіб, у тому числі 13,8 % дітей у віці до 18 років та 17,2 % осіб у віці 65 років та старших.
Цивільне працевлаштоване населення становило 130 осіб. Основні галузі зайнятості: виробництво — 24,6 %, освіта, охорона здоров'я та соціальна допомога — 21,5 %, сільське господарство, лісництво, риболовля — 11,5 %, транспорт — 8,5 %.